# Acontia destricta
Acontia destricta là một loài bướm đêm trong họ Noctuidae.